# (15199) Rodnyanskaya
(15199) Rodnyanskaya es un asteroide perteneciente al cinturón de asteroides, descubierto el 19 de septiembre de 1974 por la astrónoma soviética Liudmila Chernyj desde el Observatorio Astrofísico de Crimea.

## Designación y nombre
Designado provisionalmente como 1974 SE. Fue nombrado Rodnyanskaya en honor a la escenógrafa ucraniana Larisa Zinóvievna Rodniánskaya.